# Janua turrita
Janua turrita är en ringmaskart som beskrevs av Vine 1972. Janua turrita ingår i släktet Janua och familjen Serpulidae. Inga underarter finns listade i Catalogue of Life.